# Девід Андерсон (політик Британської Колумбії)
Девід Андерсон (англ. David Anderson, 16 серпня 1937) — канадський академічний веслувальник.
Срібний призер Олімпійських Ігор 1960 року в складі вісімки.